# 항저우시
항저우(한국어: 항주, 중국어: 杭州, 병음: Hángzhōu, 영어: Hangzhou)는 장강 삼각주 지역에 자리 잡고 있는 중화인민공화국 저장성의 성도이다. 상하이에서 180km 가량 떨어져 있으며, 고속열차로 약 1시간 거리에 있다.

## 역사
항저우는 2,200년 전 진나라 때 건립되었으며, , 중국의 7개의 고도 중 하나로 손꼽힌다. 시 지역에는 7000년 전의 중국 신석기시대에는 양저문화의 발상지이며, 벼농사 유적으로는 가장 오래된 것 중의 하나인 신석기 문명의 대표유적인 하모도 문화(河姆渡 文化)(기원 전 5000 ~ 4500) 유적이 있다. 중국 육대 고도로 꼽히며, 그 기원은 진나라까지 거슬러 올라간다. 진나라 때는 회계군을 다스리는 관청이 설치되었다.
항저우에 성벽이 쌓여진 것은 591년 수나라(隋) 때이다. 또한 수나라 때 건설된 대운하의 남쪽에 자리를 잡고 있기 때문에 대운하를 이용한 상업망이 발전하였고, 항주의 거리도 번창해 갔다. 항주의 이름이 시작된 것은 당대이다.  907년~978년까지 5대 10국 시대에도 오월국(吳越國)의 수도가 되었고, 서호(西湖)도 그 당시 이름이 지어졌다. 10세기에는 난징과 청두와 함께 남송의 위대한 문화의 중심지였다. 이곳 순안현에서는 방랍의 난의 마지막 전투였던 방원동 전투가 일어났다.
12세기 전반에 북송의 수도인 개봉이 금나라에 의해서 함락되고 나서는, 남송이 임안부를 두어 실질적인 수도가 되었다. 남송 초기, 금나라에 대해서 강경책을 주장한 악비의 묘인 악왕묘(岳王廟)가 있다.
항저우는 12세기 초부터 1276년 몽골이 침입하기까지 남송의 수도였고, 임안(臨安)으로 알려졌다. 당시 북쪽으로는 여진족이 세운 금나라가 중앙의 중국을 차지하고 있었기 때문에, 항저우는 중국 문화의 중심지로서의 역할을 했다. 남송이 원나라에 멸망되면서, 몽골 제국이 구축한 육상 네트워크와 해상 세계를 묶을 수 있고 교역을 통해서 한층 더 발전을 이루었다. 그 번영성세는 마르코 폴로가 「동방견문록」으로 기록하고 있다.
19세기 중반 태평천국의 난으로 거리의 대부분이 파괴되었기 때문에, 많은 역사 문화재가 소실되었다.
수많은 철학자와 정치인, 문인이 배출되었으며, 소식(蘇軾) 등의 대문호가 배출되기도 했다.

## 지리와 기후

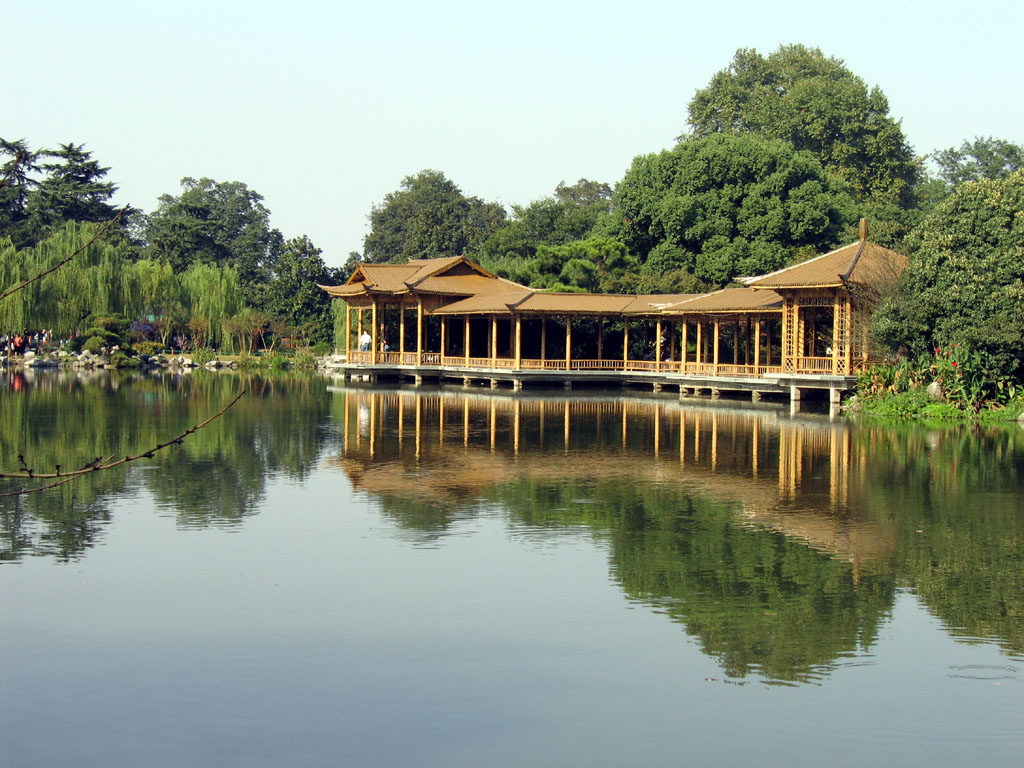
대표적인 관광지 서호

항저우는 저장성의 북쪽에 자리 잡고 있으며, 중국 대운하의 동쪽 끝이다. 장강 평원에 닿는 저지대의 지형으로 성단위 행정구역으로는 서쪽으로는 산이 많은 안휘에 접하고, 동쪽으로는 평지인 항저우만에 접한다. 시내 중심은 서호의 동북쪽, 첸탕강 북쪽으로 형성되어 있다. 일부 하천은 타이후로 흘러들어간다.
항저우의 기후는 사계절이 뚜렷한 습한 아열대 기후이며, 연 평균 기온은 17.5도로 살기에 좋은 편이다. 여름에는 덥고 습하며, 겨울에는 비교적 냉하고 건조한 편이다. 3월 중순부터 5월까지가 가장 여행하기 좋은 시기이다.
| 항저우시의 기후                                             | 항저우시의 기후 | 항저우시의 기후 | 항저우시의 기후 | 항저우시의 기후 | 항저우시의 기후 | 항저우시의 기후 | 항저우시의 기후 | 항저우시의 기후 | 항저우시의 기후 | 항저우시의 기후 | 항저우시의 기후 | 항저우시의 기후 | 항저우시의 기후 |
| 월                                                          | 1월             | 2월             | 3월             | 4월             | 5월             | 6월             | 7월             | 8월             | 9월             | 10월            | 11월            | 12월            | 연간            |
| ----------------------------------------------------------- | --------------- | --------------- | --------------- | --------------- | --------------- | --------------- | --------------- | --------------- | --------------- | --------------- | --------------- | --------------- | --------------- |
| 역대 최고 기온 °C (°F)                                      | 25.4 (77.7)     | 28.5 (83.3)     | 32.8 (91.0)     | 34.8 (94.6)     | 37.6 (99.7)     | 39.7 (103.5)    | 41.3 (106.3)    | 41.6 (106.9)    | 38.7 (101.7)    | 38.4 (101.1)    | 31.2 (88.2)     | 26.5 (79.7)     | 41.6 (106.9)    |
| 일평균 최고 기온 °C (°F)                                    | 8.6 (47.5)      | 11.1 (52.0)     | 15.9 (60.6)     | 22.1 (71.8)     | 26.9 (80.4)     | 29.2 (84.6)     | 34.0 (93.2)     | 33.4 (92.1)     | 28.7 (83.7)     | 23.6 (74.5)     | 17.7 (63.9)     | 11.3 (52.3)     | 21.9 (71.4)     |
| 일일 평균 기온 °C (°F)                                      | 5.0 (41.0)      | 7.0 (44.6)      | 11.1 (52.0)     | 17.0 (62.6)     | 22.0 (71.6)     | 25.0 (77.0)     | 29.3 (84.7)     | 28.7 (83.7)     | 24.5 (76.1)     | 19.3 (66.7)     | 13.3 (55.9)     | 7.4 (45.3)      | 17.5 (63.4)     |
| 일평균 최저 기온 °C (°F)                                    | 2.2 (36.0)      | 4.0 (39.2)      | 7.6 (45.7)      | 13.0 (55.4)     | 18.0 (64.4)     | 21.8 (71.2)     | 25.6 (78.1)     | 25.4 (77.7)     | 21.4 (70.5)     | 15.8 (60.4)     | 10.0 (50.0)     | 4.3 (39.7)      | 14.1 (57.4)     |
| 역대 최저 기온 °C (°F)                                      | −8.6 (16.5)     | −9.6 (14.7)     | −3.5 (25.7)     | 0.2 (32.4)      | 7.3 (45.1)      | 12.8 (55.0)     | 17.3 (63.1)     | 18.2 (64.8)     | 12.0 (53.6)     | 1.0 (33.8)      | −3.6 (25.5)     | −8.4 (16.9)     | −9.6 (14.7)     |
| 평균 강수량 mm (인치)                                       | 93.3 (3.67)     | 89.9 (3.54)     | 135.7 (5.34)    | 116.8 (4.60)    | 126.8 (4.99)    | 258.2 (10.17)   | 167.5 (6.59)    | 176.8 (6.96)    | 113.3 (4.46)    | 74.1 (2.92)     | 75.2 (2.96)     | 64.2 (2.53)     | 1,491.8 (58.73) |
| 평균 강수일수 (≥ 0.1 mm)                                    | 12.4            | 11.7            | 14.9            | 13.8            | 13.3            | 15.4            | 12.2            | 13.7            | 11.2            | 8.1             | 10.6            | 9.7             | 147             |
| 평균 상대 습도 (%)                                          | 74              | 73              | 72              | 70              | 71              | 79              | 73              | 75              | 76              | 73              | 75              | 72              | 74              |
| 평균 월간 일조시간                                          | 95.6            | 97.7            | 120.4           | 144.7           | 158.9           | 120             | 204.6           | 187.9           | 139.9           | 141.6           | 118.9           | 112.6           | 1,642.8         |
| 출처: 중국기상국 (평년값: 1991년~2020년, 극값: 1951년~현재) |                 |                 |                 |                 |                 |                 |                 |                 |                 |                 |                 |                 |                 |

## 인구
| 연도                                      | 인구      | ±%     |
| ----------------------------------------- | --------- | ------ |
| 1990                                      | 1,845,055 | —      |
| 2000                                      | 3,662,054 | +98.5% |
| 2010                                      | 5,849,537 | +59.7% |
| 2020                                      | 9,236,032 | +57.9% |
| sources: (census dates, urban area qu 区) |           |        |

## 볼거리

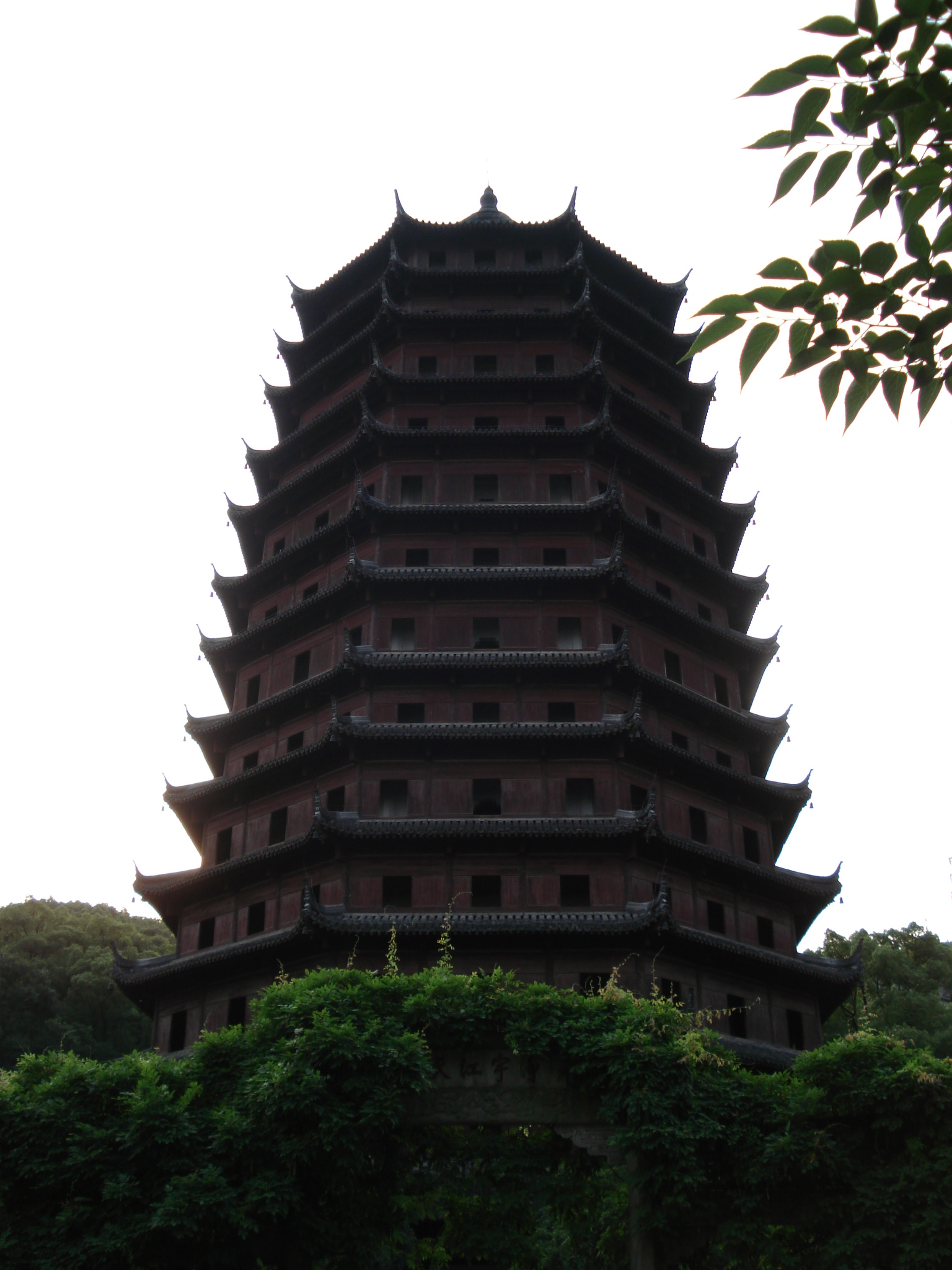
육화탑

항저우는 역사 유물과 자연의 아름다움으로 명성이 높은 도시이다. 중국에서 가장 아름다운 도시로 알려져 왔다. 중국에서 가장 아름다운 도시 10개 중 하나로 손꼽히기도 하였다. 비록 최근에는 도시화가 급격히 진행되었지만, 여전히 사적과 문화는 잘 보존되어 있다. 오늘날 관광은 항저우의 중요한 자원의 하나이며, 항저우의 가장 인기있는 관광지는 서호이다. 이 호수는 6평방 킬로미터에 이르며, 항저우의 가장 유명한 유적과 아름다운 관광지를 포함하고 있다. 오래된 고풍스런 탑과 문화 유적지들뿐만 아니라 잘 보존되어 있는 아름다운 자연까지도 서호를 빛나게 하는 것들 중 하나이다.
- 서호: 서호10경(西湖十景), 신서호10경(新西湖十景)
- 영은사(靈隱寺)
- 악비묘(岳王廟)
- 육화탑(六和塔)
- 전당강대교(錢塘江大橋 ; 첸탕강)
- 구계십팔간(九溪十八澗)
- 송성(宋城)

## 행정구역
항저우는 10개의 구와 1개의 현급시, 그리고 2개의 현이 있다. 6개의 중심지구의 면적은 682 km2이며, 1,910,000명이 살고 있다. 2개의 시외현은 2,642 km2 면적에 195만 명이 살고 있다.
|        | ******    | 구역명 | 간자 |
| ------ | --------- | ------ | ---- |
| 시할구 |           |        |      |
|        | 궁수 구   | 拱墅區 |      |
|        | 상청 구   | 上城區 |      |
|        | 린핑 구   | 临平区 |      |
|        | 첸탕 구   | 钱塘区 |      |
|        | 시후 구   | 西湖區 |      |
|        | 빈장 구   | 濱江區 |      |
|        | 위항 구   | 餘杭區 |      |
|        | 샤오산 구 | 蕭山區 |      |
|        | 푸양 구   | 富陽區 |      |
|        | 린안 구   | 臨安區 |      |
| 현급시 |           |        |      |
|        | 젠더 시   | 建德市 |      |
| 현     |           |        |      |
|        | 퉁루 현   | 桐廬縣 |      |
|        | 춘안 현   | 淳安縣 |      |

## 교육
- 저장 대학(浙江大學)
- 저장 공업대학(浙江工業大學)
- 저장 공상대학(浙江工商大學)
- 저장 이공대학(浙江理工大學)
- 항저우 전자과기대학(杭州電子科技大學)
- 항저우 사범대학(杭州師範大學)
- 중국미술학원 (中國美術學院)

## 문화
항저우는 예로부터 서호를 중심으로 하여 문인묵객들의 유람의 고향이었다. 따라서 밤문화, 술문화가 무척이나 발달되어 있으며, 용정차와 같은 녹차는 생활의 일부로서 밀접한 관계를 가지고 있다. 항저우는 교통의 요지로 예로부터 비단이 유명하였다.

### 먹거리

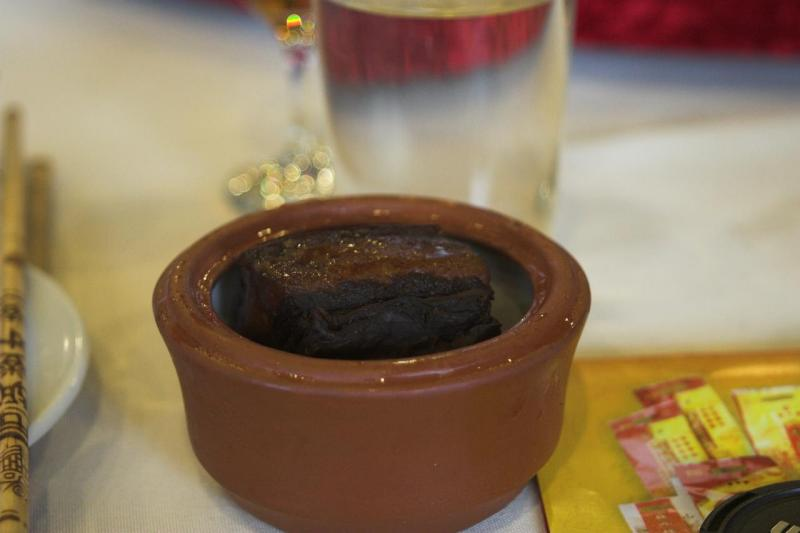
동파육

항저우의 음식은 항저우의 자연과 역사에서 유래되었다. 소동파가 즐겨먹었다는 동파육, 전설이 있는 거지닭, 진회에서 비롯된 유탸오에 이르기까지 지역만의 독특한 시간의 향기를 가지고 있는 음식들이다.
- 동파육(東坡肉)
- 거지닭(叫花子鷄)
- 유탸오(油條)

### 인물
- 한세충
- 악비
- 진회
- 백거이
- 소동파

## 경제
항저우의 경제는 1992년 개방이후 빠르게 성장하고 있다. 항저우는 매우 다양한 분야의 산업이 발달해 있으며, 전통적으로 직물과 비단이 발달하였고 최근에는 중공업 기계와 전자 그리고 경공업들이 활발히 발전 중이다. 해상교통을 통한 물류기지로도 그 중요성이 부각되고 있다.
2001년에 시 전체의 GDP는 156.8억 위안이며, 주도 중 광저우 다음으로 높은 수치이다. 최근 5년간 GDP는 배로 성장하였고, 1인당 GDP는 $3,025에서 $17,696（PPT GDP)에 이른다.
항저우는 많은 새로운 공업기업을 조성하였는데, 의학, 정보분야, 중공업 장비, 자동차부품, 전기가전 제품, 통신, 화학, 직물 등의 산업이 활발히 조성되었다. 도시바의 해외 유일의 PC 제작 공장이 여기에 있고, 삼성의 항주 & 소주 반도체 연구소도 이곳에 있다.
용정차는 시외의 용정(龙井)쪽에서 재배를 하며, 이곳 항저우의 특산물이다.

## 교통

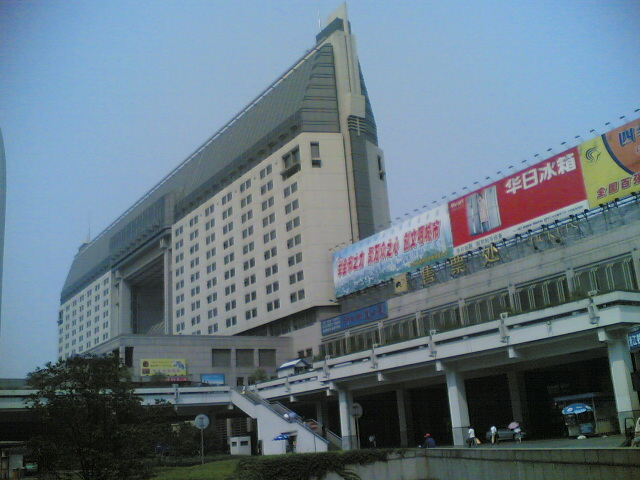
항저우 기차역(杭州火车站)

항저우는 시내에 운행하는 1, 4호선 지하철부터 외부에서 접근하는 국제공항, 시외버스, 철도역까지 다양한 접근 수단을 가지고 있다. 특히 한국에서 가려면 상하이를 통해서 가는데 상하이 남부역을 이용할 경우, 고속열차를 탈 경우에 한하여 1시간 40분 정도 후에 항주에 도착한다.
- 항저우 샤오산 국제공항으로 바로 가는 아시아나항공편이 있다.

2012년 11월 24일에는 항저우 지하철이 개업했다.

## 중국속담
- 소주에서 태어나, 항주에 살고, 광주(廣州)의 음식을 먹고, 황산(黃山)에 가서 일하고 유주(柳州)에서 죽으라!
- 하늘에는 천당이 있고, 땅에는 항저우와 소주가 있다.(上有天堂，下有蘇杭)

## 자매도시
- 대한민국 여수시
- 대한민국 남원시
- 일본 사야마
- 일본 후쿠이
- 미국 보스턴
- 미국 인디애나폴리스
- 영국 리즈
- 헝가리 부다페스트
- 러시아 카잔
- 스페인 오비에도
- 남아프리카 공화국 케이프타운
- 브라질 쿠리치바
- 프랑스 니스
- 수리남 파라마리보
- 필리핀 바기오
- 이탈리아 피사
- 모로코 아가디르
- 말레이시아 쿠알라룸푸르

## 같이 보기
- 중국의 옛 수도